# ادوارد آقایان
ادوارد آقایان (ارمنی: Էդուարդ Աղայան؛  زاده ۱۶ مارس ۱۹۱۳ - درگذشته ۲۹ دسامبر ۱۹۹۱) خاورشناس ارمنستانی و استاد دانشگاه دولتی ایروان بود. وی عضو فرهنگستان ملی علوم ارمنستان بود.

## زندگی‌نامه
ادوارد آقایان در ۱۶ مارس ۱۹۱۳ در مغری به دنیا آمد و در ۲۹ دسامبر ۱۹۹۱ در ایروان درگذشت.
وی در سال ۱۹۳۸ میلادی در دانشکده ادبیات و زبان دانشگاه دولتی ایروان تحصیلاتش را به پایان رسانید و در ۱۹۵۳ میلادی به درجهٔ استادی نایل آمد. از سال ۱۹۳۹ میلادی تدریس در دانشگاه دولتی ایروان را آغاز کرد و در ۱۹۵۶ میلادی، صاحب کرسی زبان‌شناسی همگانی در همان دانشگاه و سپس رئیس دانشکدهٔ زبان‌شناسی تطبیقی آچاریان شد. تحقیقات او در زمینهٔ زبان‌شناسی همگانی، تاریخ زبان‌شناسی ارمنی، زبان ارمنی کنونی و مراحل تاریخ ادبیات خاور زمین است. آقایان در سال ۱۹۴۸ میلادی پژوهش‌هایی در مورد نظامی گنجوی انجام داده است. همچنین او در مورد خیام تحقیقاتی را دارد و مطلبی با عنوان «درآمدی بر ادبیات فارسی» نوشته است.

## آثار
مهم‌ترین آثار او در زمینهٔ ادبیات فارسی عبارتند از:
- نظامی گنجوی[۲]
- بخش‌هایی از تاریخ ادبیات شرقی[۲]

## جوایز
- نشان پرچم سرخ کار
- مدال شجاعت کار